# Cresta-Siedlung

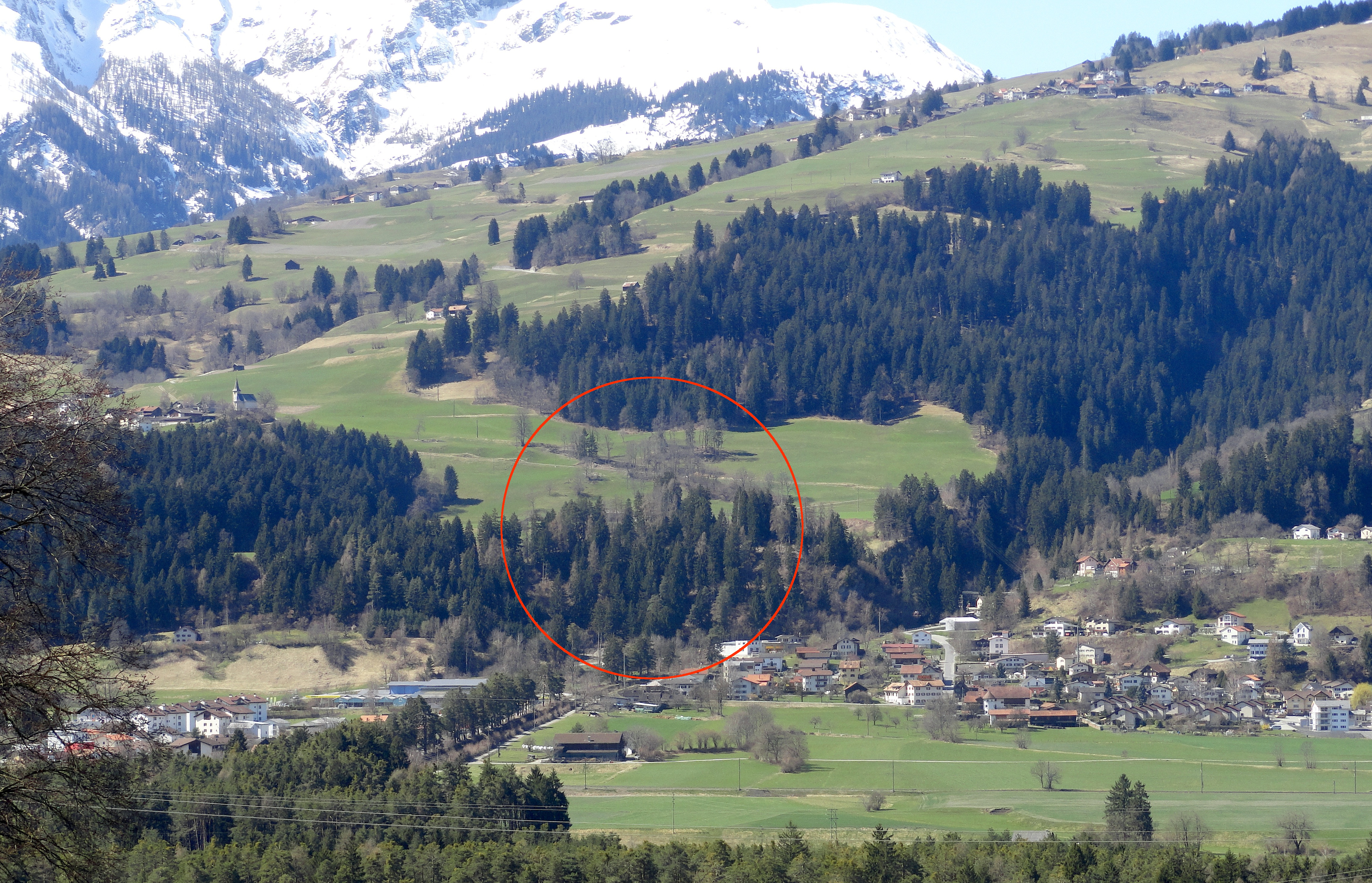
Lage der Siedlung

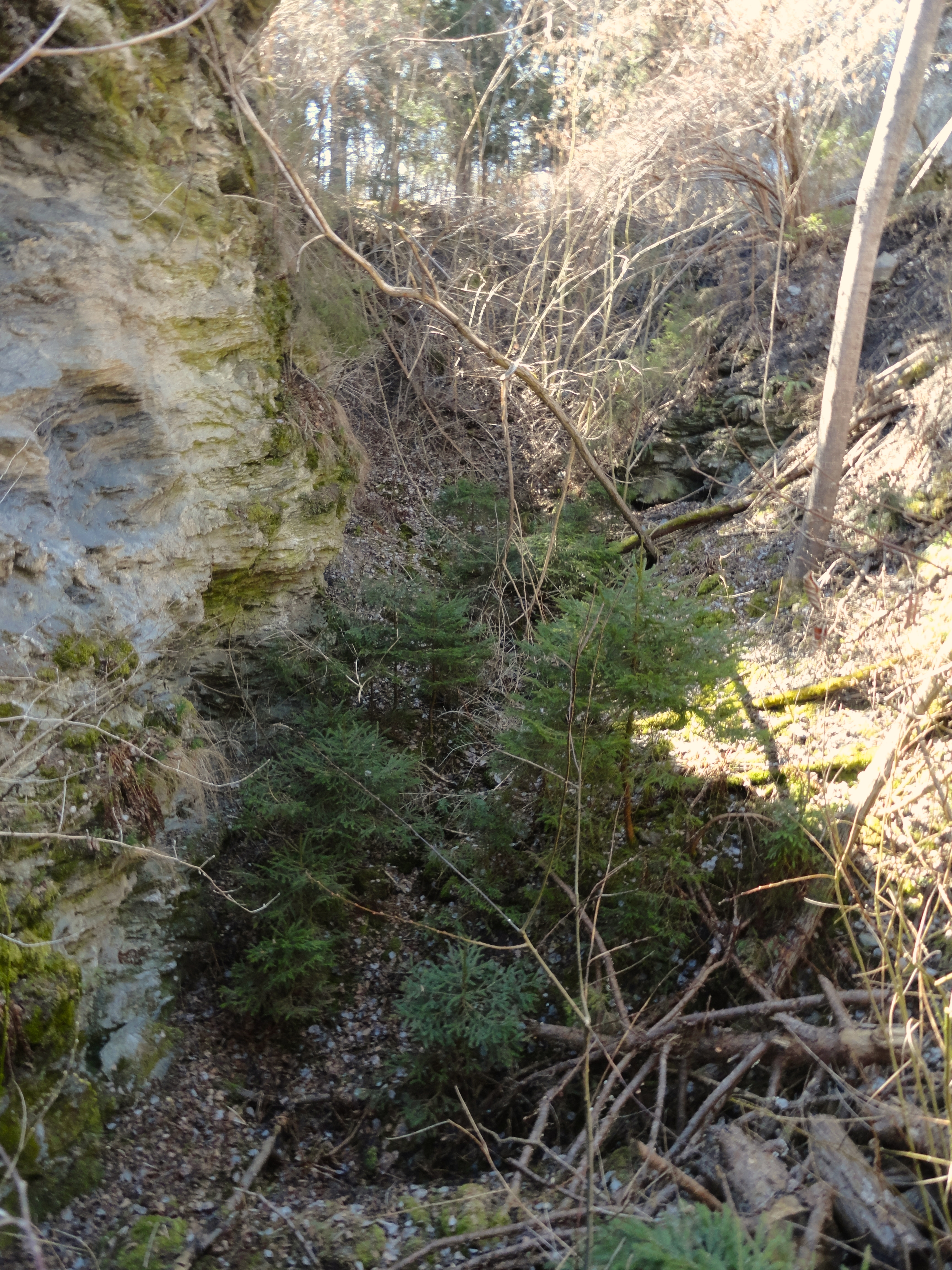
Felsspalte

Die Cresta-Siedlung (deutsch „Hügelsiedlung“) ist eine während der Bronzezeit (2300–800 v. Chr.) lange bewohnte Felsspalte am Heinzenberg bei Cazis im schweizerischen Kanton Graubünden. Der Ort wird in der Liste der Kulturgüter von nationaler Bedeutung im Kanton Graubünden geführt.

## Entdeckung und Lage
Der Heinzenberg ist ein durch die Erosion von Wildbächen wiederholt zergliederter Höhenzug. Einer seiner nördlichsten Sporne ist die Cresta, deren Plateau südlich von Cazis 70–100 Meter über der Talsohle liegt. 1942 führte der Kreisförster Walo Burkart eine erste archäologische Sondierung auf dem Plateau durch und wurde fündig. Die Resultate zeigten, dass die Fundstelle ein enormes Potential barg. Die mehrere Meter mächtige Stratigraphie erforderte mehrmonatige Grabungskampagnen unter der Leitung von Emil Vogt, die sich über 24 Jahre erstreckten. Die Auswertung der reichhaltigen Funde dauert an.
Auf dem Plateau des Hügels gibt es zwei fünf bis acht Meter breite, schluchtartige Felsspalten, die die ersten Siedler vor mehr als 4000 Jahren als Wohnplätze wählten. Angepasst an diese Topographie wurde die Siedlung als einzeiliges Reihendorf angelegt. Die Länge der Spalte bot Platz für elf Häuser, in denen durchschnittlich 30–50 Menschen lebten. Die Topographie des Ortes führte dazu, dass die aufeinanderfolgenden Dörfer tellartig auf dem Schutt der vorangegangenen Siedlung gebaut werden mussten. So entstand eine mächtige Stratigraphie, die etwa 1500 Jahre dokumentiert. Die dank der Lage in der Felsspalte guten Konservierungsbedingungen machen Cazis-Cresta zu einer bedeutenden Fundstelle im Alpenraum.
Vom Hügelplateau hatten die Dorfbewohner die Talschaft im Blick. Die Cresta-Siedlung lag einerseits am Ausgangspunkt der Nord-Süd-Alpenpässe San Bernardino, Splügen und Julier und bot andererseits Verbindungen nach Osten. Die Handelswege bedeuteten für die Crestabewohner Kontakte und Austausch, der mit dem Norden, Süden und Osten erfolgte. Die gefundene Terramare-Keramik aus der frühen Bronzezeit verweist auf die frühe Begehung der Pässe.

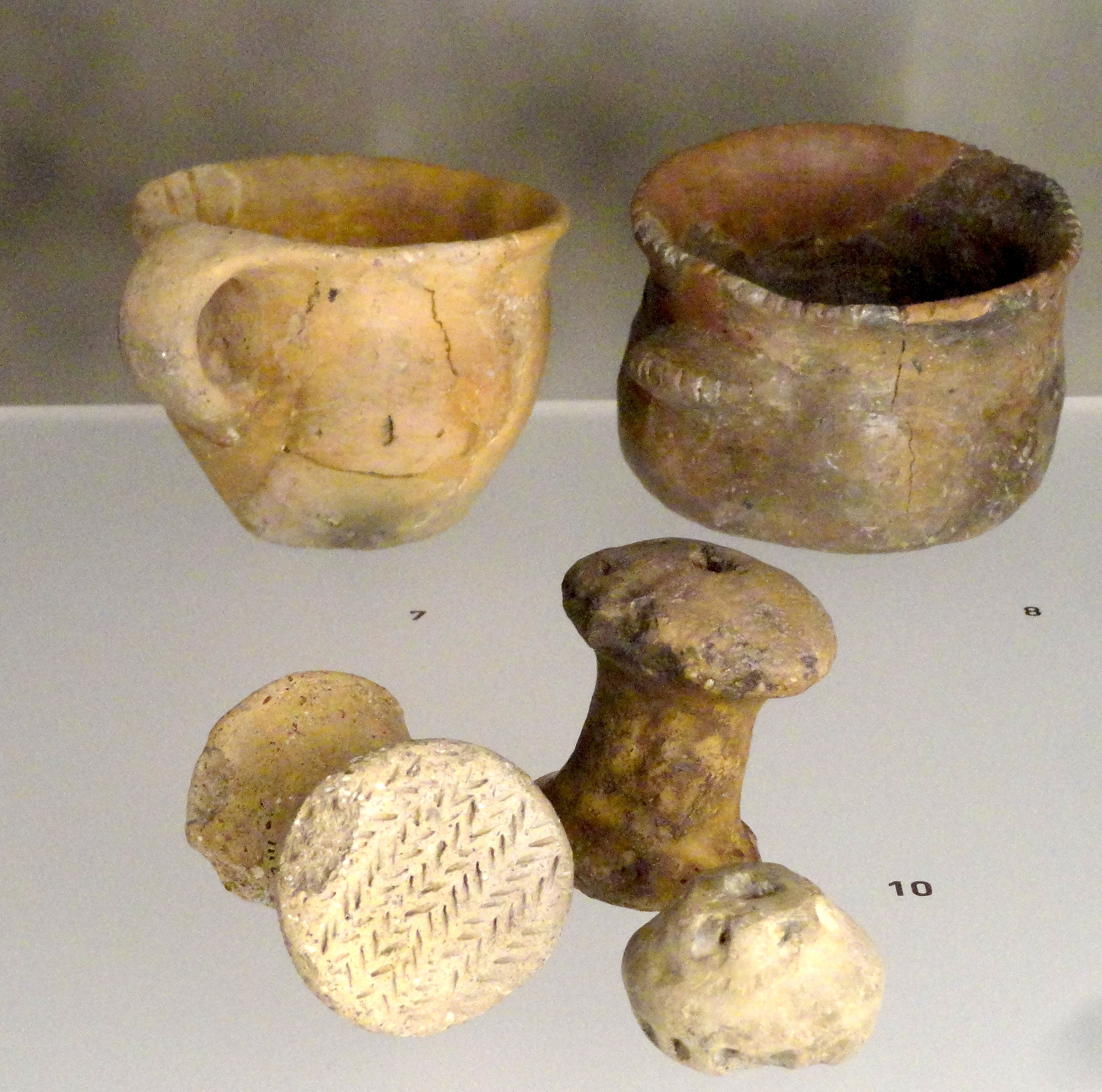
Tontassen und -spulen
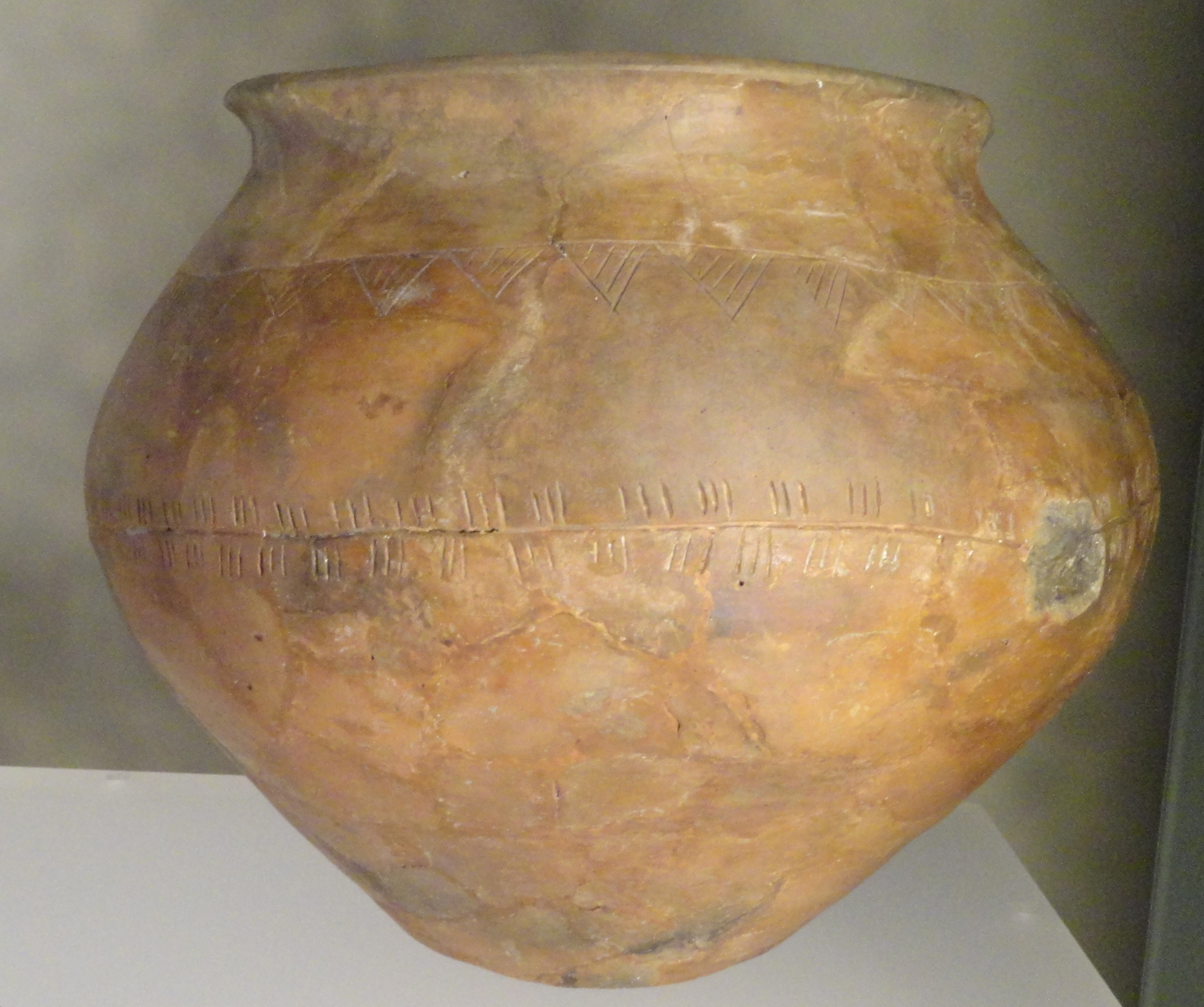
Tongefäss

## Tierknochen
Wie anderes archäologisches Fundgut gelangten die in Cazis-Cresta geborgenen tierischen Reste während der Bronzezeit als Abfall in den Boden. Die 300’000 Knochenfragmente bergen Informationen über Tierart, Skelettelement, Fragmentteil, Geschlecht, individuelles Alter, Anomalien und Pathologien, Erhaltung, Tierfrass, Bearbeitungs-, Brand- und Schlachtspuren, Gewicht und Grösse. Durch statistische Auswertung gewinnt man Einblicke in Bereiche des Alltags der Bewohner. Die gewaltige Menge an Knochenresten von Nutztieren zeugt vom land- und viehwirtschaftlich geprägten Leben. Die Jagd spielte kaum eine Rolle.

## Umgestaltungen der Viehwirtschaft während der Bronzezeit

### Bedeutung Haustierarten
Zwar deckte das Rind aufgrund seiner Körpermasse bereits in der Frühbronzezeit auf dem Cresta den grössten Teil des Fleischbedarfes ab, aber die Herdengrösse war etwas geringer als die der Schafe und Ziegen. Das Schwein war mit einem durchschnittlichen und relativ konstanten Anteil von elf Prozent das drittwichtigste Haustier. Die frühbronzezeitliche Viehwirtschaft in der Cresta-Siedlung war also hauptsächlich (90 %) und etwa gleichmässig auf Rinder und Schafe/Ziegen ausgerichtet. Reste von Hunden kommen in geringer Zahl vor.
Ab der Mittelbronzezeit wuchs die Bedeutung der Rinder, sie werden die wichtigsten Haustiere. Bis in die Spätbronzezeit stieg ihr Anteil am Tierartenspektrum kontinuierlich von 45 % auf 67 % an. Die Schafe/Ziegen fielen analog zurück, da die Schweinezucht konstant blieb.

### Nutzung der Haustiere
Während der „Frühbronzezeit“ sind im Knochenmaterial der Spaltensiedlung etwa je 30 % alte Rinder (älter als sechs Jahre) sowie Jungkälber vertreten. Es wurden also öfter auch Jungtiere verspeist. Der relativ kleine Anteil an über sechs Jahre alten Tieren deutet darauf hin, dass die Dorfbewohner primär am Fleisch interessiert waren, während die Sekundärnutzung des lebenden Tieres wie z. B. Milch und Arbeitskraft eine untergeordnete Rolle spielten.
Auch bei den Schafen/Ziegen sind die Altersgruppen, bei denen das Verhältnis zwischen Ertrag (Fleischmenge) und Investition (Fütterungsaufwand) eine optimale Ausbeute verspricht, mit über 60 % vertreten. Die Schafe/Ziegen (33 %) waren während der „Mittelbronzezeit“ ebenfalls noch Hauptnahrungsmittel. Daneben wurde wohl das Haarkleid – und eventuell die Milch – verwertet. Die Schweinenutzung war noch einseitiger auf die Fleischausbeute ausgerichtet. Mehr als zwei Drittel von ihnen wurde bis zum jungadulten Stadium geschlachtet. Aus den Schlachtalteranalysen ist zu ersehen, dass der Altrinderanteil ab der Mittelbronzezeit im gleichen Masse anstieg, wie der Anteil der jüngeren Kälber abnahm. Dieser Trend setzte sich in der „Spätbronzezeit“ fort, so dass am Ende der Epoche knapp 50 % alte Rinder noch gut 10 % jüngere Kälber gegenüberstanden. Die Veränderungen im Altersprofil deuten auf eine wachsende Bedeutung der Sekundärnutzung als Arbeitstiere und Milchproduzenten. Das gehäufte Auftreten von Gelenkabnutzungen (Arthrose am Hüftgelenk) von Kühen und (wenn auch weniger) Ochsen ab der Mittelbronzezeit bestätigt diese Resultate. Ähnlich lässt der kontinuierliche Zuwachs der alten Schafe/Ziegen eine vermehrte Hinwendung zur Nutzung des lebenden Tieres (Haarkleid, Milch) auf Kosten der Fleischwirtschaft annehmen. Ähnliche Tendenzen lassen sich in Siedlungen der Ostalpen, wie beispielsweise in Südtirol (Naturns-Schnalserhof, Sotciastel, Nössing), beobachten.

## Grössenentwicklung des Schweins
Bis zum Ende der Frühbronzezeit vermitteln die Schweineknochen ein einheitliches Bild, was die Grösse und den Wuchs der Tiere betrifft. Sie waren von mittlerer Statur. Während der Mittelbronzezeit nahm der Anteil von Schweinen mit stämmigem, kräftigem Körperbau zu. Gleichzeitig ist die Abnahme der zierlichen Schweine zu beobachten. Handelt es sich bei den stämmigen Schweinen um Einkreuzungen von Wildschweinen? Geht man davon aus, dass die Bauern aus dem Spaltendorf eine Vermischung bewusst zugelassen oder gar forciert haben, um robustere Tiere zu erhalten (Auffrischung des Erbguts), interessiert, ob sie diese Erkenntnis übernommen haben. Beim Vergleich von Messdaten für Schweineknochen mittelbronzezeitlicher Stationen im Alpenraum und im benachbarten Flachland zeigte sich, dass für einen Einfluss von aussen hauptsächlich der Ostalpenraum in Frage kommt.

## Bedeutung der Wildtiere
Der höchste Wildtieranteil im Knochenmaterial liegt mit rund 4 % in den Anfangsphasen der Siedlung. Das ist nicht aussergewöhnlich für ein Bergdorf dieser Zeit, aber äusserst wenig im Vergleich zum Schweizer Mittelland, wo
der Jagdtieranteil zwischen 15 und 30 % pendelte. Der Stellenwert der Jagd nahm während der Frühbronzezeit kontinuierlich ab. Auffällig ist die mannigfache Artenzusammensetzung (Bär, Hirsch, Steinbock, Wildschwein, Wolf, Wildkatze, verschiedene Vogelarten). Dabei schien man fleischreiche Arten zu bevorzugen, die zugleich den kleinstmöglichen Jagdaufwand erforderten; Hinweise auf Reh oder Gämse fehlen. Auch Trophäen wie Fell, Flügel, Krallen, Zähne etc. hatten wohl eine Bedeutung. Der geringe Jagdanteil lässt sich damit erklären, dass keine längeren Notsituationen Anlass für eine intensive Jagdtätigkeit gaben und sich die Bewohner von Cazis-Cresta auf ihre landwirtschaftliche Produktion verlassen konnten.
Mit dem Beginn der Mittelbronzezeit nahm neben der Häufigkeit auch die Artendiversität bei den Wildtieren deutlich ab: Die Bauern aus Cazis gingen nun noch seltener auf die Jagd als in den vorangegangenen Epochen. Ab der Spätbronzezeit beschränken sich die Wildtierfunde ausschliesslich auf Wildschweine, was angesichts eventueller Ackerschäden eine Schutzjagd gewesen sein kann.
Der Petrushügel am selben Berghang wie die Cresta-Siedlung nördlich von Cazis war schon im Neolithikum bewohnt.